# IAS 33
IAS 33 «Прибыль на акцию» — международный стандарт финансовой отчётности, устанавливающий порядок расчёта базовой прибыли на акцию (EPS) и разводнённой (пониженной) прибыли на акцию. Расчёт базовой прибыли на акцию основан на средневзвешенном количестве обыкновенных акций в обращении в течение периода, а разводнённая (пониженная) прибыль на акцию также включает разводняющие (понижающие) потенциальные обыкновенные акции, такие как опционы и конвертируемые инструменты, если они отвечают определённым критериям. Стандарт устанавливает требования к публикации данных показателей в годовой отчётности и действует с 1 января 1999 года, в России принят приказом Минфина РФ от 25 ноября 2011 г. № 160н «О введении в действие МСФО и Разъяснений МСФО на территории РФ».

## История создания
В январе 1996 года принят Предварительный проект E33 «Прибыль на акцию», а в январе 1997 года опубликован стандарт IAS 33 «Прибыль на акцию», который стал действовать с 01.01.1999. В декабре 2003 года пересмотренный вариант IAS 33 был утверждён Советом по МСФО, который стал действовать с 01.01.2005. 7 августа 2008 года Совет по МСФО предложил ряд поправок, которые стали действовать с 01.01.2009 в соответствии с IAS 1 (2007).

## Определение
Прибыль на акцию (англ. Earnings per share, EPS) — финансовый показатель, равный отношению чистой прибыли компании, доступной для распределения, к среднегодовому числу обыкновенных акций.
Прибыль на акцию является одним из основных показателей, использующихся для сравнения инвестиционной привлекательности и эффективности компаний, действующих на фондовом рынке.
Базовая прибыль на акцию (англ. basic earnings per share) — это прибыль, причитающаяся владельцам обыкновенных акций, делённая на средневзвешенное количество обыкновенных акций, фактически находившихся в обращении за период.
Прибыль, причитающаяся владельцам обыкновенных акций — консолидируемая прибыль/убыток за период за вычетом налога на прибыль, доли неконтролирующих акционеров и дивидендов по привилегированным акциям.
Средневзвешенное количество обыкновенных акций в обращении в течение периода — количество обыкновенных акций на начало периода, скорректированное на количество приобретённых и выкупленных в течение периода акций, умноженное на долю количества дней, в течение которых акции находятся в обращении, от общего количества дней в отчётном периоде.
Разводнённая (пониженная) прибыль на акцию (англ. diluted EPS) —  это прибыль, учитывающая возможные изменения количества акций и прибыли вследствие конвертации других ценных бумаг в обыкновенные акции (вследствие исполнения опционов, конвертации облигаций, выплаты привилегированных дивидендов новыми акциями).

## Средневзвешенное количество акций
Средневзвешенное количество обыкновенных акций в обращении без соответствующего изменения в активах компании зависит от следующих вариантов эмиссии акций:
- выпуск по рыночной стоимости;
- льготная эмиссия:
  - дробление акций,
  - консолидация акций,
  - бесплатное предоставление[англ.],
  - льготный элемент в другой эмиссии;
- выпуск прав[англ.].

Эмиссия по рыночной цене
При выпуске акций по рыночной стоимости компания получает оплату за выпущенные акции в объёме рыночной стоимости, что приводит к увеличению активов компании-эмитента и к росту её прибыли, в связи с чем корректируется количество обыкновенных акций, находившееся в обращении на начало периода, на количество новых выпущенных обыкновенных акций с учётом периода их обращения со дня их выпуска и до конца года. Акции включаются в расчёт со дня их эмиссии и взвешивается количество обыкновенных акций по периодам их обращения.
Льготная эмиссия обыкновенный акций
При льготной эмиссии обыкновенных акций каждому владельцу обыкновенных акций распределяется целое число обыкновенных акций пропорционально числу принадлежащих ему акций, то есть число акций увеличивается без увеличения прибыли (без появления дополнительных денежных потоков, без изменения чистых активов компании). Производится корректировка фактического количества обыкновенных акций в обращении до льготной эмиссии так, как если бы выпуск был произведён в начале первого периода.
Для расчёта средневзвешенного количества обыкновенных акций в обращении фактическое количество акций в обращении за каждый период до льготной эмиссии умножается на коэффициент льготной эмиссии:
Коэффициент льготной эмиссии = Количество акций после эмиссии / Количество акций до эмиссии.
При льготной эмиссии прибыль на акцию разводняется (понижается) из-за того, что она распределяется на большее количество акций, поэтому пересчитывается показатель прибыли на акцию предыдущих периодов путём деления показателя прибыли на акцию предыдущего периода на коэффициент льготной эмиссии.
Дробление акций
При дроблении акций обыкновенные акции размещаются среди существующих акционеров без дополнительной оплаты, то есть количество в обращении увеличивается без увеличения активов.
Количество обыкновенных акций, находящихся в обращении до этого события, корректируется с учётом пропорционального изменения в количестве обыкновенных акций, находящихся в обращении, таким образом, как если бы это событие произошло в начале самого раннего из представленных периодов.
Выпуск акций
При выпуске прав владелец обыкновенных акций получает право купить обыкновенные акции по цене ниже их рыночной стоимости, поэтому компания получает оплату за акции, увеличивая свои активы и прибыль, а владелец получает часть акций без оплаты, как при льготной эмиссии.
Средневзвешенное количество обыкновенных акций в обращении при выпуске прав:
Рыночная стоимость 1 акции до выпуска прав / Расчётная справедливая стоимость 1 акции после выпуска прав х Фактическое количество акций в обращении за каждый период до выпуска прав,
где Расчётная справедливая стоимость акции после выпуска прав = Рыночная стоимость акции после выпуска прав / Количество акций в обращении после осуществления прав.
Показатель прибыли на акцию предыдущих периодов корректируется делением на коэффициент при выпуске прав:
Рыночная стоимость 1 акции до выпуска прав / Расчётная справедливая стоимость 1 акции после выпуска прав.
Средневзвешенное количество акций при множественных изменениях капитала
Если в течение одного периода происходит несколько изменений капитала, то необходимо:
- определить и зафиксировать количество обыкновенных акций в обращении на начало периода;
- определить даты изменений и зафиксировать количество обыкновенных акций в обращении на каждую дату;
- рассчитать произведение количества акций в обращении на соответствующую дату и удельный вес длительности данного периода в течение года;
- умножить все предыдущие результаты на коэффициенты льготной эмиссии и выпуска прав, если происходили льготные эмиссии и выпуски прав.

## Разводнённая (пониженная) прибыль на акцию
Обязательства выпустить обыкновенные акции в будущем, исполняя опцион, конвертируя заём или привилегированные акции, приведут к снижению прибыли, приходящейся на одну акцию. Данные обязательства выступают в роли потенциальных обыкновенных акций.
Потенциальные обыкновенные акции — финансовый инструмент или другой договор, который может предоставлять его владельцу право собственности на обыкновенные акции.
Прибыль (убыток), приходящийся на держателей обыкновенных акций, увеличивается на посленалоговую сумму дивидендов и процентов, начисленных в течение периода по потенциальным обыкновенным акциям, имеющим разводнённый (понижающий) эффект, и корректируется с учётом любых изменений в доходах и расходах, которые возникли бы в результате конвертации потенциальных обыкновенных акций с разводнённым (понижающим) эффектом в обыкновенные акции.
Средневзвешенное количество обыкновенных акций в обращении увеличивается на средневзвешенное количество дополнительных акций, которые поступили бы в обращение, если допустить конвертацию всех потенциальных акций с разводнённым (понижающим) эффектом в обыкновенные акции.
Потенциальные обыкновенные акции с разводнённым (понижающим) эффектом должны считаться конвертируемыми в обыкновенные акции по состоянию на начало периода или на дату их выпуска, если она наступила позже. Конвертируемые привилегированные акции имеют антиразводнённый (антипонижающий) эффект во всех случаях, когда величина дивиденда по таким акциям, объявленного за текущий период на обыкновенную акцию, которая может быть получена путём конвертации, превышает базовую прибыль на акцию.
Опционы
Опционы и их эквиваленты — это финансовые инструменты, предоставляющие держателю право на покупку обыкновенных акций. Для расчёта пониженной прибыли на акцию принимается допущение об исполнении опционов и варрантов с понижающим эффектом, предполагаемая выручка к получению от этих выпусков акций допускается по справедливой стоимости. Разница между количеством эмитированных акций и количеством планируемых к эмитированию акций по справедливой стоимости учитывается как бесплатная эмиссия, а справедливая стоимость рассчитывается по средней цене обыкновенных акций за период.
Опционы имеют разводнённый (понижающий) эффект, только если их результатом является выпуск обыкновенных акций по цене ниже среднерыночной цены обыкновенных акций в течение периода, а сумма эффекта равняется разнице между справедливой стоимостью и ценой размещения.  Соглашение на выпуск обыкновенных акций в результате выполнения опциона состоит из:
- акций, которые были бы выпущены, если полученные денежные средства были бы использованы на покупку акций по среднерыночной справедливой стоимости в течение периода — не являясь понижающими или антипонижающими, не учитываются при расчёте пониженной прибыли на акцию;
- остальные акции учитываются как выпущенные без оплаты (аналогичны льготной эмиссии), имеют понижающий эффект, прибавляются к средневзвешенному количеству обыкновенных акций в обращении при расчёте пониженной прибыли на акцию.

Каждый выпуск потенциальных обыкновенных акций рассматривается по порядку от более разводнённого (понижающего) к менее разводнённому (понижающему).
Ретроспективные корректировки
Если количество обращающихся обыкновенных акций или конвертируемых инструментов изменится, то расчёт базовой и пониженной прибыли на акцию для всех представленных периодов ретроспективно корректируется. Если эти изменения происходят после отчётной даты, но до публикации финансовой отчётности, то расчёт на акцию за предшествующие периоды основывается на новом количестве акций.
Когда расчёт прибыли на акцию отражает такого рода изменения в их количестве, то этот факт раскрываться в примечаниях. При изменении допущений или при конвертации конвертируемых инструментов в обыкновенные акции компания не осуществляет пересчёт пониженной прибыли на акцию ни за один из представленных предшествующих периодов.

## Раскрытие информации
В отчёте о прибылях и убытках и прочем совокупном доходе указываются суммы базовой и пониженной прибыли/убытка на акцию с одинаковой точностью для всех периодов для каждого класса обыкновенных акций в отношении прибыли/убытка от продолжающейся деятельности, приходящейся на обыкновенные акции, и общей прибыли/убытка, приходящейся на обыкновенные акции. А информация о базовой и пониженной прибыли/убытке на акцию от прекращённой деятельности указывается в отчёте о прибылях и убытках и прочем в совокупном доходе или в примечаниях.
Указывается также следующая информация:
- размер числителя в формуле расчёта базовой и пониженной прибыли на акцию, сверка числителя с чистой прибылью или убытком материнской компании за период;
- средневзвешенное количество обыкновенных акций, использованное в качестве знаменателя в формуле расчёта базовой и пониженной прибыли на акцию, и взаимная сверка этих знаменателей;
- инструменты, которые в будущем могут иметь разводнённый (понижающий) эффект на базовую прибыль на акцию, но которые не были включены в расчёт пониженной прибыли на акцию по причине того, что в представленном периоде они не имели разводнённый (понижающий) эффект;
- операции с обыкновенными или потенциальными обыкновенными акциями после отчётной даты, которые привели бы к значительному изменению количества обыкновенных или потенциальных акций, если бы такие операции произошли в отчётный период.